# Tatjana Czernowa
Tatjana Siergiejewna Czernowa (ros. Татьяна Сергеевна Чернова; ur. 29 stycznia 1988 w Krasnodarze) – rosyjska lekkoatletka specjalizująca się w wielobojach.
Na początku swojej międzynarodowej kariery zdobyła w 2005 mistrzostwo świata juniorek młodszych oraz w 2006 mistrzostwo świata juniorek. Podczas mistrzostw świata w Osace nie ukończyła rywalizacji w siedmioboju wycofując się z rywalizacji po czwartej konkurencji (biegu na 200 metrów). Zimą 2008 zajęła siódmą lokatę na halowych mistrzostwach świata. Rywalizację na igrzyskach olimpijskich w Pekinie Tatjana Czernowa ukończyła na czwartym miejscu, jednak kilka dni później okazało się, iż zdobywczyni drugiego miejsca Ukrainka Ludmyła Błonśka startowała korzystając z niedozwolonego dopingu i została zdyskwalifikowana. Wobec tego zdarzenia Rosjanka zdobyła brązowy medal. Rok po igrzyskach zajęła ósmą lokatę na mistrzostwach świata w Berlinie, a zimą 2010 zdobyła w Dosze brąz halowych mistrzostw świata. Tuż za podium – na czwartym miejscu – ukończyła w 2010 rywalizację podczas mistrzostw Europy. W 2011 zdobyła w Daegu złoty medal mistrzostw świata, lecz został jej on odebrany w związku w wykryciem niedozwolonych substancji w jej organizmie. Rok później została brązową medalistką igrzysk olimpijskich w Londynie. W 2013 zdobyła złoto na uniwersjadzie w Kazaniu, jednak kontuzja uniemożliwiła jej występ na mistrzostwach świata w Moskwie.
Stawała na podium mistrzostw Rosji (także w skoku w dal).
Jest córką Ludmiły Czernowej, mistrzyni olimpijskiej z 1980 roku w biegu rozstawnym 4 x 400 metrów.
Rekordy życiowe: pięciobój (hala) – 4855 pkt. (3 lutego 2010, Penza); siedmiobój (stadion) – 6880 pkt. (30 sierpnia 2011, Daegu); skok w dal (stadion) – 6,82 (29 maja 2011, Götzis).
W 2017 roku została pozbawiona wszystkich medali od igrzysk olimpijskich w 2008 w Pekinie, gdyż w ponownych badaniach próbek wykryto w jej organizmie zakazany środek turinabol.

## Osiągnięcia
| Rok  | Impreza                               | Miejsce   | Konkurencja | Lokata     | Wynik     |
| ---- | ------------------------------------- | --------- | ----------- | ---------- | --------- |
| 2005 | Mistrzostwa świata juniorów młodszych | Marrakesz | siedmiobój  | 1. miejsce | 5875 pkt. |
| 2006 | Mistrzostwa świata juniorów           | Pekin     | siedmiobój  | 1. miejsce | 6225 pkt. |
| 2007 | Mistrzostwa świata                    | Osaka     | siedmiobój  | –          | DNF       |
| 2008 | Halowe mistrzostwa świata             | Walencja  | pięciobój   | 7. miejsce | 4543 pkt. |
| 2008 | Igrzyska olimpijskie                  | Pekin     | siedmiobój  | DSQ        | 6591 pkt. |
| 2009 | Mistrzostwa świata                    | Berlin    | siedmiobój  | DSQ        | 6288 pkt. |
| 2010 | Halowe mistrzostwa świata             | Doha      | pięciobój   | DSQ        | 4762 pkt. |
| 2010 | Mistrzostwa Europy                    | Barcelona | siedmiobój  | DSQ        | 6512 pkt. |
| 2011 | Mistrzostwa świata                    | Daegu     | siedmiobój  | DSQ        | 6880 pkt. |
| 2012 | Halowe mistrzostwa świata             | Stambuł   | pięciobój   | DSQ        | 4725 pkt. |
| 2012 | Igrzyska olimpijskie                  | Londyn    | siedmiobój  | DSQ        | 6628 pkt. |
| 2013 | Uniwersjada                           | Kazań     | siedmiobój  | DSQ        | 6623 pkt. |